# Девятый круг
«Девятый круг» (хорв. Deveti krug, серб. Девети круг) — фильм югославского режиссёра Франце Штиглица. Снят в СФРЮ в 1960 году. Военная драма о Холокосте на оккупированных нацистами территориях. Картина была признана лучшей лентой Югославии 1960 года, награждена несколькими призами Кинофестиваля в Пуле, включая главный — «Большую Золотую Арену», а также номинирована на кинопремии «Оскар» и «Золотую пальмовую ветвь» Каннского кинофестиваля.

## Сюжет
Вторая мировая война. Загреб оккупирован нацистской Германией. Руфь — семнадцатилетняя девушка из еврейской семьи дружит с девятнадцатилетним Иво, хорватским юношей из семьи католиков. Геноцид евреев усиливается, родственников Руфи арестовывают. Родители Иво убеждают его жениться на Руфи, подделать при регистрации данные о её происхождении, чтобы тем самым спасти её. Иво не сразу решается на такой шаг, но постепенно всё более узнаёт девушку и влюбляется в неё. Руфь попадает в концентрационный лагерь «Девятый круг». Иво находит её и организует побег, но оба они гибнут в высоковольтных проводах лагерного ограждения.

## В ролях
- Дусика Зегарак — Руфь
- Борис Дворник — Иво
- Беба Лончар — Магда
- Бранко Татич — отец Иво
- Ирвина Драгман — мать Иво
- Драган Миливоевич — Звонко

## Награды
Картина была номинирована и получила несколько высоких кинонаград.
- 1960 год — Кинофестиваль в Пуле: «Большая Золотая Арена» за лучший фильм, «Золотая арена» за лучшую женскую роль Дусике Зегарак, «Золотая арена» за лучшую мужскую роль второго плана Бранко Татичу.
- 1960 год — номинация на Золотую пальмовую ветвь Каннского кинофестиваля[1].
- 1961 год — номинация на кинопремию «Оскар».

## Критика
«Девятый круг» признан одним из самых красивых и поразительных военных фильмов-мелодрам Хорватии. Лента входит в двадцатку лучших фильмов Югославии за всё историю её кинематографа (по мнению национальных критиков). Хорватский писатель и киновед Дамир Радич выстраивает цепочку картин, имеющих определённые параллели с сюжетом «Девятого круга»: «Вид на жительство» (1990 год), «Свадьба в сезон дождей» (2001 год), «Головой о стену» (2004 год). При этом он оговаривается, что в каждом случае уровень риска и последствий возможного разоблачения фиктивного брака в каждой картине различны, а иногда и несоизмеримы.